# Гаврилова, Владислава Андреевна
Владисла́ва Андре́евна Гаври́лова (род. 7 февраля 1998, Глазов, Удмуртия) — российская биатлонистка, трёхкратная чемпионка России. Мастер спорта России (2017).

## Биография
Родилась в городе Глазов, в Удмуртии. Биатлоном начинала заниматься у Андрея Фёдоровича Конькова, сейчас тренируется у Леонида Константиновича Мякишева.
На внутрироссийских соревнованиях представляет Ханты-Мансийский автономный округ.

### Спортивная карьера
Неоднократно становилась победителем и призёром всероссийских соревнований среди юниорок.
Дебютировала на международных соревнованиях в феврале 2017 года на юношеском первенстве мира в словацком Осрблье, но выступила только в одной спринтерской гонке, заняв 66-е место.
Участвовала на летнем чемпионате мира среди юниоров 2019 года в белорусских Раубичах, где лучшим результатом стало 6-е место в спринте.
В марте 2021 года Гаврилова впервые стала чемпионкой России, выиграв золото в командной гонке.
Сезон 2021/22 стал самым успешным для Гавриловой на внутрироссийских стартах: по ходу Кубка России она выиграла одну бронзу и два серебра, а в рамках чемпионата страны завоевала четыре медали - два золота и два серебра.